# Megawon
Megawon is een bestuurslaag in het regentschap Kudus van de provincie Midden-Java, Indonesië. Megawon telt 4977 inwoners (volkstelling 2010).